# محمد محمد الله
محمد محمد الله ((بالبنغالية: মোহাম্মদ মুহম্মদুল্লাহ)‏; 21 أكتوبر 1921 – 12 نوفمبر 1999) كان رئيس جمهورية بنغلاديش. شغل منصب الرئيس بالوكالة في 24 ديسمبر 1973، انتخب رئيسا في 24 يناير 1974, وأدى قسم في 27 يناير 1974. وبقي في منصب الرئيس حتى 25 يناير 1975.

## السيرة الذاتية
ولد محمد الله في سياتشا, رايبور، لاكشميبور في 21 أكتوبر 1921. كان والده مانشي عبد الوهاب عاملا اجتماعيا. في سنة 1943، أكمل دراسته الثانوية من مدرسة في لاكشميبور. حصل محمد الله على شهادة البكالوريوس مع مرتبة الشرف في اختصاص التاريخ من جامعة دكا وحصل على شهادة البكالوريوس في القانون من كلية ريبون في كلكتا ثم من جامعة دكا في سنة 1948. في سنة 1964، عمل محاميا في المحكمة العليا في دكا.

## النشاط السياسي
كان محمد الله عضوا نشطا في رابطة عوامي في باكستان الشرقية منذ 1950. في عام 1953, انتخب في مكتب أمانة باكستان الشرقية وبقي في المنصب حتى سنة 1972. شارك بفعالية في حركة النقاط الست عام 1966، وبسببها سجن لفترة طويلة.
انتخب محمد الله في الجمعية الإقليمية لباكستان الشرقية عن رابطة عوامي عام 1970. وعين مستشارا سياسيا للرئيس بالوكالة سيد نذر الإسلام خلال حرب الاستقلال البنغلاديشية عام 1971.
في 10 أبريل 1972, انتخب رئيسا للجمعية التأسيسية (غانوباريشاد) وفي العام ذاته شغل القائم بأعمال رئيس المجلس. في 12 نوفمبر 1972، اختير رئيسا للمجلس. ثم انتخب عضوا في مجلس النواب عن دائرة رايبور-لاكشميبور الانتخابية، وأعيد انتخابه رئيس للمجلس في سنة 1973.
في 24 ديسمبر 1973، شغل منصب القائم بأعمال منصب رئيس الجمهورية ثم رئيسا في 24 يناير 1974.
في يناير 1975, مرر التعديل الرابع للدستور الذي أزاح الرئيس المنتخب محمد محمد الله من منصبه، وجعل من رئيسه الشيخ مجيب الرحمن رئيساً لمدة خمس سنوات دون انتخابات.
وقد تولى منصب وزير إدارة الأراضي وإصلاح الأراضي في مجلس الوزراء الذي ترأسه الشيخ مجيب الرحمن في 26 يناير 1975. تم تعيينه نائباً للرئيس بعد اغتيال الشيخ مجيب الرحمن في 15 أغسطس 1975. انضم محمد الله إلى حزب بنغلايدش الوطني في 1980. عين نائباً للرئيس عبد الستار في مارس 1982 لكن مدة الخدمة استمرت بالكاد سنة لأن الجنرال حسين محمد إرشاد قد تولى زمام الإدارة في البلاد. انتخب محمد الله عضوا في البرلمان مرة أخرى في عام 1991 عن حزب بنغلايدش الوطني. ومع ذلك، فقد ترك حزب بنغلايدش الوطني للانضمام إلى رابطة عوامي قبل الانتخابات البرلمانية لعام 1996.

## الوفاة
توفي محمد الله في 12 نوفمبر 1999 عن عمر ناهز 78 عاما. ودفن في مقبرة باناني بالقرب من المقر البحري.

## الجوائز
- وسام الملك جيغمي سينغيي الاستثنائي (مملكة بوتان, 2 يونيو 1974).[3]

## روابط خارجية
- محمد محمد الله على موقع مونزينجر (الألمانية)